# Chris Godwin
Rod Christopher „Chris“ Godwin Jr. (geboren am 27. Februar 1996 in Philadelphia, Pennsylvania) ist ein US-amerikanischer American-Football-Spieler auf der Position des Wide Receivers. Er spielte College Football für die Pennsylvania State University. Seit 2017 steht er bei den Tampa Bay Buccaneers in der National Football League (NFL) unter Vertrag, mit denen er den Super Bowl LV gewann.

## College
Godwin besuchte die Middletown High School in Middletown, Delaware. Von 247Sports wurde er als Vier-Sterne-Rekrut, also als einer der 300 besten Spieler seines Jahrgangs, eingeschätzt. Er wurde zum Under Armour All-America Game, dem All-Star-Spiel für Highschool-Spieler, eingeladen. Von 2014 bis 2016 spielte Godwin Football am College. Er besuchte die Pennsylvania State University und spielte dort für die Penn State Nittany Lions in der NCAA Division I FBS. In der Saison 2016 war er der führende Receiver der Nittany Lions. Sein letztes College-Spiel bestritt er mit dem Rose Bowl, in dem er bei der 49:52-Niederlage von Penn State gegen die University of Southern California zwei Touchdownpässe fing und 187 Yards Raumgewinn erzielte. Daraufhin entschied sich Godwin, auf sein letztes Jahr am College zu verzichten und sich für den NFL Draft 2017 anzumelden.
Insgesamt lief Godwin in 39 Spielen für Penn State auf, in denen er 154 Pässe für 2421 Yards Raumgewinn und 18 Touchdowns fing.

## NFL
Godwin wurde im NFL Draft 2017 in der 3. Runde an 84. Stelle von den Tampa Bay Buccaneers ausgewählt. In seiner Rookiesaison konkurrierte Godwin mit DeSean Jackson und Adam Humphries um die Position als zweiter Receiver hinter Mike Evans. In den letzten beiden Wochen erhielt Godwin wegen einer Verletzung von Jackson mehr Einsatzzeit. Im letzten Spiel der Saison fing er neun Sekunden vor Ende mit einem 39-Yards-Pass von Jameis Winston seinen ersten Touchdown in der NFL, der den Buccaneers den Sieg über die New Orleans Saints sicherte. Insgesamt fing er in dieser Partie sieben Pässe für 111 Yards. Für seine Performance wurde er als NFC Offensive Player of the Week ausgezeichnet.
In seiner zweiten Saison konnte Godwin sich zunehmend etablieren und erzielte 842 Receiving-Yards sowie sieben Touchdowns.
Die Saison 2019 wurde zu Godwins bis dahin erfolgreichster Saison. Beim 35:22-Sieg gegen die Atlanta Falcons in Woche 12 fing er zwei Touchdownpässe und erzielte 184 Yards Raumgewinn mit seinen gefangenen Pässen, wofür zum NFC Offensive Player of the Week ernannt wurde. Am 17. Dezember 2019 wurde Godwin erstmals für den Pro Bowl nominiert. Insgesamt fing er in der Saison 86 Pässe für 1333 Yards und neun Touchdowns, womit er sein Team in allen diesen Statistiken anführte. Wegen einer Oberschenkelverletzung verpasste Godwin die letzten beiden Partien der Saison. Mit seinen 1333 Yards Raumgewinn war Godwin in dieser Statistik Dritter in der NFL, nur hinter Michael Thomas und Julio Jones.
Vor der Saison 2020 wechselte Godwin seine Rückennummer und entschloss sich, zukünftig die Nummer 14 zu verwenden. Die 12, seine alte Nummer, überließ er Quarterback Tom Brady, der nach Tampa gewechselt war und diese Nummer zuvor zwanzig Jahre lang bei den New England Patriots getragen hatte. In dieser Saison gewann er mit den Buccaneers den Super Bowl LV mit 31:9 gegen die Kansas City Chiefs. Da sein Rookievertrag nach der Saison auslief, belegten die Buccaneers Godwin mit dem Franchise Tag. In der Saison 2021 fing Godwin in 14 Spielen 98 Pässe für 1103 Yards und fünf Touchdowns. Bei der Partie gegen die New Orleans Saints am 15. Spieltag zog er sich einen Kreuzbandriss zu und fiel daher für den Rest der Saison aus.
Nach der Saison 2021 wurde er zunächst erneut mit dem Franchise Tag belegt, jedoch unterschrieb er am 21. März 2022 einen Dreijahresvertrag über 60 Millionen US-Dollar. In der Saison 2022 stellte Godwin mit 104 gefangenen Pässen einen neuen Karrierebestwert auf, dabei erzielte er 1023 Yards Raumgewinn und drei Touchdowns. In der Spielzeit 2023 kam Godwin mit 1024 Yards zum dritten Mal in Folge sowie zum vierten Mal insgesamt auf über 1000 Yards, dies gelang bis dahin keinem Spieler der Buccaneers außer Mike Evans (zehnmal) häufiger. Godwin war mit 50 gefangenen Pässen für 576 Yards und fünf Touchdowns in den ersten sieben Spielen der Saison 2024 einer der bis dahin erfolgreichsten Wide Receiver der Spielzeit, allerdings verpasste er anschließend wegen einer Knöchelverletzung den Rest der Saison. Im März 2025 einigte er sich mit Ablauf seines Vertrages in Tampa auf einen neuen Dreijahresvertrag im Wert von 66 Millionen US-Dollar mit den Buccaneers.

### NFL-Statistiken
| Saison                             | Team                 | Spiele | Spiele | Receiving | Receiving | Receiving | Receiving | Receiving | Fumbles | Fumbles |
| Saison                             | Team                 | GP     | GS     | Rec       | Yds       | Avg       | Lng       | TD        | Fum     | Lost    |
| ---------------------------------- | -------------------- | ------ | ------ | --------- | --------- | --------- | --------- | --------- | ------- | ------- |
| 2017                               | Tampa Bay Buccaneers | 16     | 2      | 34        | 525       | 15,4      | 70        | 1         | 0       | 0       |
| 2018                               | Tampa Bay Buccaneers | 16     | 5      | 59        | 842       | 14,3      | 48        | 7         | 4       | 1       |
| 2019                               | Tampa Bay Buccaneers | 14     | 14     | 86        | 1333      | 15,5      | 71        | 9         | 0       | 0       |
| 2020                               | Tampa Bay Buccaneers | 12     | 12     | 65        | 840       | 12,9      | 47        | 7         | 1       | 0       |
| 2021                               | Tampa Bay Buccaneers | 14     | 14     | 98        | 1103      | 11,3      | 44        | 5         | 1       | 0       |
| 2022                               | Tampa Bay Buccaneers | 15     | 13     | 104       | 1023      | 9,8       | 44        | 3         | 2       | 2       |
| 2023                               | Tampa Bay Buccaneers | 17     | 17     | 83        | 1024      | 12,3      | 47        | 2         | 0       | 0       |
| 2024                               | Tampa Bay Buccaneers | 7      | 7      | 50        | 576       | 11,5      | 55        | 5         | 1       | 0       |
| Total                              | Total                | 111    | 84     | 579       | 7266      | 12,5      | 71        | 39        | 10      | 5       |
| Quelle: pro-football-reference.com |                      |        |        |           |           |           |           |           |         |         |